# أمينة غوتييه
أمينة غوتييه ولدت عام 1977، وهي كاتبة قصصية وناقدة وأكاديمية أمريكية.

## حياتها المبكرة والدراسة
ولدت غوتييه ونشأت في نيويورك. بعد تخرجها من برنامج Prep for Prep لتنمية المهارات القيادية وتعليم الموهوبين الذي يستهدف الأقليات الذين حققوا نجاحًا كبيرًا في المدارس العامة في مدينة نيويورك، التحقت بمدرسة نايتينجيل بامفورد قبل تخرجها من نورثفيلد ماونت هيرمون. ثم ذهبت إلى جامعة ستانفورد، حيث حصلت على درجة البكالوريوس في الأدب الإنجليزي. واصلت تعليمها في جامعة بنسلفانيا، حيث حصلت على درجتي الماجستير والدكتوراه في الأدب الإنجليزي. كذلك حصلت على برنامج زمالة ميلون ميس الجامعية في جامعة ستانفورد، وزمالة فونتين في جامعة بنسلفانيا، وزمالة برنامج ميتشم لأطروحة الدكتوراه في جامعة ماركيت، وزمالة ما بعد الدكتوراه في جامعة واشنطن في سانت لويس

## مسيرة مهنية
غوتييه باحثة في الأدب الأمريكي في القرن التاسع عشر. وقد كتبت نقد أدبي للمؤلفين الأمريكيين في القرن التاسع عشر مثل تشارلز دبليو تشيسنت، وباول لورانس دنبار، وإليانور إلدريدج، وبنجامين فرانكلين، وناثانيال هوثورن، وهارييت بيتشر ستو، ووالت ويتمان. وقد ظهرت مقالاتها ومراجعاتها النقدية في معظم المجلات المتخصصة مثل:
- مجلة مراجعة الأمريكيين من أصل أفريقي
- مجلة بيليس ليترز
- مجلة ديدالوس
- مجلة التاريخ الأمريكي
- مجلة (دورية) القرن التاسع عشر
- مجلة وايتمان نوير[2]

وحصلت غوتييه أيضا على زمالات من اتحاد اللغات الشمالية الشرقية الحديثة (NeMLA) ومجلس أبحاث العلوم الاجتماعية ومؤسسة وودرو ويلسون.
نشرت غوتييه أكثر من 85 قصة قصيرة. وظهرت قصصها في مجموعة متنوعة من المجلات وأعيد طبع بعض قصصها في مختارات.
فازت مجموعتها من القصص القصيرة: الآن سنكون سعداء "Now We Will Be Happy" بجائزة برايري شونر للكتاب Prairie Schooner Book Prize
وفازت مجموعتها الثانية معرضة للخطر "At-Risk" بـ جائزة فلانيري أوكونور للقصة القصيرة.
في عام 2016، نشرت غوتييه مجموعتها القصصية الثالثة خسارة كل الاشياء الضائعة The Loss of All Lost Things (Elixir Press)

## التدريس
درّست غوتييه في جامعة بنسلفانيا وجامعة ماركيت وجامعة سانت جوزيف وجامعة واشنطن في سانت لويس. وفي الآونة الأخيرة، درّست غوتييه في جامعة دي بول. وفي خريف 2014، انضمت إلى هيئة التدريس في برنامج MFA في جامعة ميامي.

## الجوائز
حصلت غوتييه على جائزة Crazyhorse وجائزة Danahy Fiction وجائزة Jack Dyer وجائزة William Richey وجائزة Schlafly Microfiction وجائزة Lamar York في الرواية، وجائزة بن /مالامود في العام 2018